# Момчило Прстојевић
Момчило Прстојевић, (Сарајево, 3. март 1949) је генерал-мајор Војске Републике Српске у пензији.

## Биографија
Рођен је 1949. у Сарајеву, од оца Васе, радник, и мајке Косе, службенице. Ожењен је и има двоје дјеце. По националности је Србин. Крсна слава породице је Свети великомученик Георгије - Ђурђиц (16. новембар).
Основну школу "Иван Горан Ковачић" завршио је у Сарајеву 1964; Гимназију "Браћа Рибар" у Сарајеву 1968; Војну академију Копнене Војске, смјер саобраћајна служба (25. класа), у Београду завршио је 1972 врлодобрим успјехом; курс енглеског језика у Школи страних језика ЈНА у Београду, 1978; курс помоћника команданта за политички рад у батаљону у Београду 1980; курс команданата батаљона у Загребу 1982; Командно-штабну академију (38. класа) у Београду 1987; Школу националне одбране (42. класа) завршио је у Београду 1999. године са одличним успјехом. Произведен је у чин потпоручника саобраћајне службе 1972, а унапријеђен у чин поручника 1974; капетана 1977; капетана прве класе 1980; мајора 1984; потпуковника 1989; пуковника 1994; генерал-мајора 2002. године.
У току службовања био је на дужностима: командир вода; командир чете; замјеник команданта батаљона; командант батаљона; референт Саобраћајне службе у команди Корпуса КоВ; начелник Саобраћајне службе у команди Корпуса Копнене Војске; помоћник команданта за позадину у команди Корпуса КоВ; начелник Оперативно-позадинске управе, уједно и замјеник начелника Сектора за позадину Генералштаба Војске Републике Српске; командант Логистичке базе Генералштаба Војске Републике Српске.
Службовао је у гарнизонима: Чапљина, Ужице, Невесиње, Ужице, Билећа, Требиње, Билећа, Хан Пијесак, Власеница, Бијељина, Косовска Митровица, Клина, Приштина, Бања Лука и Бијељина.
Учествовао је у борбеним дејствима у одбрани српског народа: од 6. септембра 1991. до 13. марта 1992. године и од 13. септембра 1992. до 1. маја 1993. године на дужности начелника Саобраћајне службе у Команди корпуса; од 1. маја 1993. до 14. децембра 1995. године на дужности помоћника команданта за позадину у команди корпуса и од 24. марта 1999. до 26. јуна 1999. године у одбрани од NATO агресије на Савезну Републику Југославију на дужности у команди Приштинског корпуса.
Пензионисан је 28. фебруара 2002. године. Са породицом живи у Ужицу.
Послије пензионисања радио је по уговору као командант логистичке базе (годину дана), а од 2009. до 2013. године радио је у Холдинг корпорацији "Комград" Београд на дужности директора за некретнине, пројекте и инвестиције у Соко Бањи и Копаонику.

## Дјела
Објавио је књиге: 
- "Логистика Војске Републике Српске, I књига"; Завод за уџбенике и наставна средства, Српско Сарајево, 2001.
- "Логистика Војске Републике Српске, II књига", Завод за уџбенике и наставна средства, Српско Сарајево, 2003.

## Одликовања и признања
- Орден за војне заслуге са сребрним мачевима,
- Орден рада са сребрним венцем и
- Орден Његоша II реда[3]

Више пута је похваљиван и награђиван. Током службе оцјењиван је осам пута, једном оцјеном добар, пет пута оцјеном истиче се и два пута оцјеном нарочито се истиче.